# العلاقات الأرجنتينية اللبنانية
تشير العلاقات الأرجنتينية اللبنانية إلى العلاقات الدبلوماسية بين الأرجنتين و لبنان، تمتع الدولتان بعلاقات ودية تتركز أهميتها على تاريخ الهجرة اللبنانية إلى الأرجنتين، حيث أن حوالي 1.5 مليون أرجنتيني أصولهم لبنانية،  وتعد الجالية اللبنانية في الأرجنتين ثالث أكبر مجتمع للمهاجرين في البلاد بعد إسبانيا وإيطاليا وتستضيف الأرجنتين ثاني أكبر مجتمع في أمريكا اللاتينية بعد البرازيل. الدولتان عضوان في مجموعة ال 24.

## التاريخ

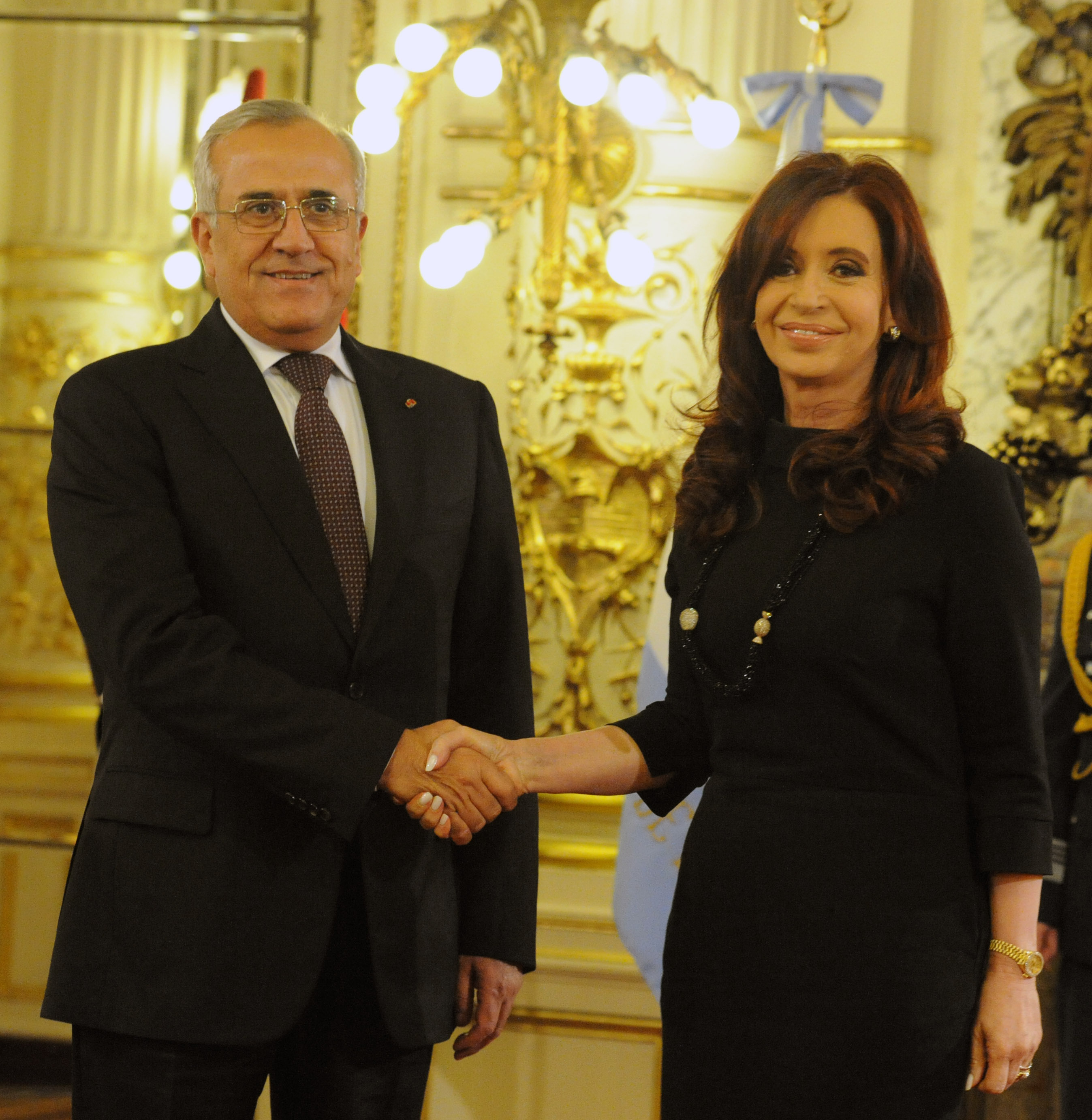
الرئيس الأرجنتيني كريستينا فرنانديز دي كيرشنر يحيي الرئيس اللبناني ميشال سليمان في بوينس آيرس، 2012.

منذ عام 1860 بدأ آلاف من اللبنانيين بالهجرة إلى الأرجنتين لأسباب مختلفة منها الهروب من الاضطهاد من الإمبراطورية العثمانية أو من حرب لبنان الأهلية،  وفي البداية كان معظم المهاجرين اللبنانيين إلى الأرجنتين مسيحيين لكن مؤخراً غالبية المهاجرين مسلمين،  وعند استقلال لبنان من فرنسا في 1945 اعترفت الأرجنتين باستقلاله وإقامت علاقات دبلوماسية معه.
في مايو 1954 قام الرئيس اللبناني كميل شمعون بزيارة رسمية إلى الأرجنتين والتقى بالرئيس الأرجنتيني خوان بيرون،  وبعد الزيارة فتحت الأرجنتين سفارتها في بيروت.
كانت العلاقات بين الأرجنتين ولبنان محدودة خلال الحرب الأهلية اللبنانية، وفي 1998 قام الرئيس الأرجنتيني كارلوس منعم بزيارة رسمية إلى لبنان استغرقت ثلاثة أيام،  التقى خلالها بالرئيس اللبناني إلياس الهراوي وعزز العلاقات التجارية بين البلدين، وفي 2012 زار الرئيس اللبناني ميشال سليمان الأرجنتين والتقى بالرئيس الأرجنتيني كريستينا فرنانديز دي كيرشنر.
في مايو 2016 زارت وزيرة الخارجية الأرجنتينية سوزانا مالكورا لبنان، والتقت بالعديد من المنظمات المحلية لمساعدة اللاجئين المتضررين من الحرب الأهلية السورية وزارت مخيمًا سوريًا للاجئين بالقرب من الحدود اللبنانية السورية،  وفي نفس العام وافقت الأرجنتين على إعادة توطين 3000 لاجئ سوري من لبنان.

## زيارات الدولة
زيارات رئاسية ووزراء خارجية من الأرجنتين إلى لبنان: 
- الرئيس كارلوس منعم (1998)
- وزيرة الخارجية سوزانا مالكورا (2016)

زيارات رئاسية ووزراء خارجية من لبنان إلى الأرجنتين: 
- الرئيس كميل شمعون (1954)
- الرئيس ميشال سليمان (2012)
- وزير الخارجية جبران باسيل (2014)

## الاتفاقيات الثنائية
وقعت الدولتان بعض الاتفاقات الثنائية مثل اتفاقية التعاون التجاري والاقتصادي، واتفاق للتعاون الفني واتفاق للتعاون السياحي.

## تجارة
في عام 2017 بلغ إجمالي التجارة بين الأرجنتين ولبنان 110 مليون دولار أمريكي،  حيث تشمل الصادرات الرئيسية للأرجنتين إلى لبنان: اللحم البقري ومربى اليربا وفول الصويا وغربانزو ومنتجات الألبان، وتشمل صادرات لبنان الرئيسية إلى الأرجنتين: الأغذية المحفوظة والمعلبة والفواكه المجففة والمواد الكيميائية للأغراض الزراعية.

## البعثات الدبلوماسية المقيمة
- للأرجنتين سفارة في بيروت.[13]
- لدى لبنان سفارة في بوينس آيرس.[14]